# Differentialtransport
Der Differential-Untertransport ist eine besondere Funktion von Overlock-Nähmaschinen. Eine weitere Form ist der Differential-Obertransport.
Eine Overlock-Nähmaschine mit Differentialtransport besitzt einen Transporteur, der in der Mitte geteilt ist. Dadurch entstehen zwei individuelle Transporteure, ein vorderer und ein hinterer, die den Stoff transportieren. Sie sitzen unterhalb des Nähfußes. Der vordere Transporteur ist dafür verantwortlich, den Stoff unter den Nähfuß zu führen. Der hintere führt ihn hinter die Nadeln und wieder unter den Nähfuß. In der Regel befindet sich der Differentialtransport als verstellbares Handrad an der Seite einer Overlock Nähmaschine, denn die Geschwindigkeit des vorderen Transporteurs ist durch Drehen  verstellbar. Stellt man das Differential höher, wird der vordere Transporteur schneller als der hintere. Im Gegenzug wird er langsamer, wenn das Differential niedriger eingestellt wird. Bei Standardeinstellung (1,0, d. h. 1:1) laufen beide Transporteure gleich schnell. Mit Hilfe des Differentials können besonders feine Stoffe oder sehr dehnbare Materialien professionell bearbeitet werden. Dehnbare Materialien wellen sich häufig ungewollt beim Nähen. Wenn das Differential höher eingestellt wird und der vordere Transporteur schneller läuft, wird diesem Wellen vorgebeugt. Umgekehrt kann, wenn gewünscht, ein Wellen von dehnbarem Stoff erzeugt werden, wenn das Differential niedriger eingestellt wird. Bei sehr feinen Stoffen treten bei der Bearbeitung mit der normalen Einstellung des Differentialtransports auf 1,0 häufig Kräusel auf. Wenn diese vermieden werden sollen, kann das Differential niedriger eingestellt werden. Wenn der vordere Transporteur langsamer läuft, entsteht kein Kräuseln. Umgekehrt kann bei einer höheren Einstellung, z. B. 2,0, ein Kräuseln gewollt erzeugt werden. Diese Kräusel sieht man häufig bei luftigen T-Shirts oder Sommerröcken.